# Hawajka hakodzioba
Hawajka hakodzioba (†Dysmorodrepanis munroi) – gatunek małego ptaka z rodziny łuszczakowatych (Fringillidae). Znany wyłącznie z jednego okazu odłowionego na hawajskiej wyspie Lānaʻi w 1913 oraz późniejszych obserwacji w 1916 i 1918. Wymarły.

## Taksonomia
Po raz pierwszy gatunek opisał Robert Cyril Layton Perkins w 1919 na łamach „The Annals and magazine of natural history” na podstawie holotypu odłowionego na hawajskiej wyspie Lānaʻi 22 lutego 1913. Nowemu gatunkowi nadał nazwę Dysmorodrepanis munroi, umieszczając hawajkę hakodziobą w nowym, własnym monotypowym rodzaju Dysmorodrepanis. Obecnie (2021) Międzynarodowy Komitet Ornitologiczny podtrzymuje zarówno nazwę rodzajową, jak i gatunkową. Nazwa rodzajowa pochodzi od greckiego słowa dusmoros – „pechowy” i nazwy rodzajowej Drepanis (rodzaj hawajek). Epitet gatunkowy munroi upamiętnia George’a C. Munro (1866–1963), nowozelandzkiego ornitologa i kolekcjonera, który osiedlił się na Hawajach. Płeć holotypu jest nieznana; przechowywany jest w zbiorach w Bernice P. Bishop Museum (Honolulu), oznaczony został numerem BBM-4792.
Pozycja systematyczna hawajki hakodziobej była kwestionowana. Przez Greenwaya holotyp został uznany za nietypowy okaz młodej samicy hawajki papużkowatej (Loxioides bailleui). Prawdopodobnie to właśnie z nią najbliżej spokrewniona była hawajka hakodzioba. W 1989 ukazała się praca poświęcona klasyfikacji D. munroi, której autorzy przebadali po raz kolejny holotyp, w tym czaszkę. Wyniki wskazywały na odrębność D. munroi; względem hawajki papużkowatej przedstawiciele tego gatunku tego wyróżniali się budową dzioba i związanymi z nią modyfikacjami czaszki, upierzeniem oraz krótszym skokiem.

## Morfologia
Długość ciała około 15 cm. Wymiary szczegółowe holotypu: długość skrzydła 86,3 mm, długość górnej krawędzi dzioba 13 mm, szerokość dzioba 5 mm, długość skoku 21,4 mm, długość ogona 52 mm. Wierzch ciała głównie szarooliwkowy, w środku grzbietu i na kuprze mniej szary. Czoło i pas ciągnący się nad i za okiem żółte. Spód ciała białawy z jasnożółtym nalotem. Skrzydła, także wszystkie lotki I rzędu (poza najbardziej zewnętrznymi) mają żółte krawędzie zewnętrzne, bielejące ku końcowi. Sterówki ciemne z cienkimi oliwkowymi obrzeżeniami na zewnętrznych krawędziach. Między górną szczęką a żuchwą widoczna jest duża szczelina, utworzona wskutek zagięcia żuchwy.

## Zasięg, ekologia i zachowanie
Miejsce typowe to Kaiholena Valley, gdzie odłowiono holotyp na wysokości około 600 m (2000 stóp) n.p.m. (20°49,8′N 156°54,0′W/20,830000 -156,900000). Hawajki hakodziobe zamieszkiwały lasy Euphorbia celastroides var. lorifolia, rośliny która niegdyś porastała nizinne równiny Lānaʻi. Munro odłowił holotyp, gdy ten żerował na owocach tej rośliny. George C. Munro był jedyną osobą, która miała sposobność obserwować te ptaki na wolności i opisać ich zachowanie; jego spostrzeżenia zostały potem przytoczone przez Perkinsa przy pierwszym opisie gatunku. W żołądku holotypu znajdowały się owoce Urera glabra.

## Status
IUCN uznaje hawajkę hakodziobą za gatunek wymarły (EX, Extinct). Znana jest wyłącznie z jednego odłowionego okazu i obserwacji w 1916 i 1918. Choć Munro dokładnie przeczesywał lasy Lānaʻi w latach 1914–1916, to tylko dwukrotnie natknął się wówczas na hawajki hakodziobe. 12 sierpnia 1918 zaobserwował ptaka, którego również uznał za hawajkę hakodziobą. W latach 10. XIX wieku większość lasów na wyspie została wycięta celem utworzenia na ich miejscu plantacji ananasów. Prawdopodobnie ta wycinka, wraz z drapieżnictwem ze strony kotów i szczurów, doprowadziła hawajki hakodziobe do wymarcia.